# Ито Сукэюки
Граф Ито Сукэюки (яп. 伊東 祐亨, 20 мая 1843 — 16 января 1914) — офицер японского флота эпохи Мэйдзи.
Ито Сукэюки был сыном самурая княжества Сацума, родился в Кагосиме, изучал морское и артиллерийское дело, в составе флота княжества Сацума принимал участие в войне княжества Сацума с Англией. К моменту начала войны Босин он уже перебрался в Эдо и пошёл на службу к тем, кто боролся против Сёгуната Токугава.
После Реставрации Мэйдзи Ито получил звание лейтенанта и служил на корвете «Ниссин». После создания Императорского флота Японии (1869) служил на различных кораблях. В 1882 году получил звание капитана, 15 июня 1886 года — контр-адмирала, 12 декабря 1892 года — вице-адмирала. С 20 мая 1893 года — Верховный главнокомандующий «Флота постоянной готовности» (часть японского флота, состоявшая из наиболее современных и боеспособных судов). После того, как в 1894 году «Флот постоянной готовности» был объединён с «Западным флотом» (состоял из устаревших судов), Ито Сукэюки стал первым верховным главнокомандующим «Объединённого флота» и выиграл борьбу на море во время Японо-китайской войны. 11 мая 1895 года Ито стал начальником Генерального штаба Императорского флота Японии. 5 августа 1898 года он был удостоен титула сисяку (виконта), а 28 сентября 1898 года получил звание адмирала.
Во время Русско-японской войны Ито Сукэюки продолжал выполнять обязанности главы Генерального штаба Императорского флота. 31 января 1905 года он получил звание маршала флота, а в 1907 году — титул хакусяку (графа); в этот же период он был награждён орденом Золотого коршуна 1-й степени и Высшим орденом Хризантемы с большой лентой.
Ито умер в 1914 году; похоронен в храме Кайан-дзи в токийском специальном районе Синагава.